# هوهانس ماقاکیان
هوهانس (ایوان) گئورگی ماقاکیان (ارمنی: Հովհաննես (Իվան) Գևորգի Մաղաքյան؛  زادهٔ ۲۴ مارس ۱۹۱۴ - درگذشته ۱۴ فوریهٔ ۱۹۸۲) زمین‌شناسی، آکادمیسین اهل ارمنستان بود.

## زندگی‌نامه
وی در ۶ آوریل [سبک قدیمی: ۲۴ مارس] ۱۹۱۴ در تفلیس به دنیا آمد و از انستیتو دولتی کانی‌شناسی سن پترزبورگ فارغ‌التحصیل گشت. وی عضو فرهنگستان ملی علوم ارمنستان بود. همچنین برندهٔ جوایزی همچون نشان ستاره سرخ، نشان برجسته افتخار، نشان پرچم سرخ کار، مدال دفاع از قفقاز، مدال به خاطر پیروزی مقابل آلمان در جنگ بزرگ میهنی (۱۹۴۵–۱۹۴۱)، مدال کار شجاعانه در جنگ بزرگ میهنی (۱۹۴۵–۱۹۴۱)، جایزه استالین (۱۹۵۰)، مدال به مناسبت یکصدمین سالگرد تولد ولادیمیر ایلیچ لنین، دانشمند افتخاری ارمنستان شوروی (۱۹۶۱)، جایزه دولتی ارمنستان شوروی (۱۹۷۶) و زمین‌شناس شایسته ارمنستان شوروی شده است. وی در ۱۴ فوریهٔ ۱۹۸۲ در سن ۶۷ سالگی در ایروان درگذشت.

## نگارخانه

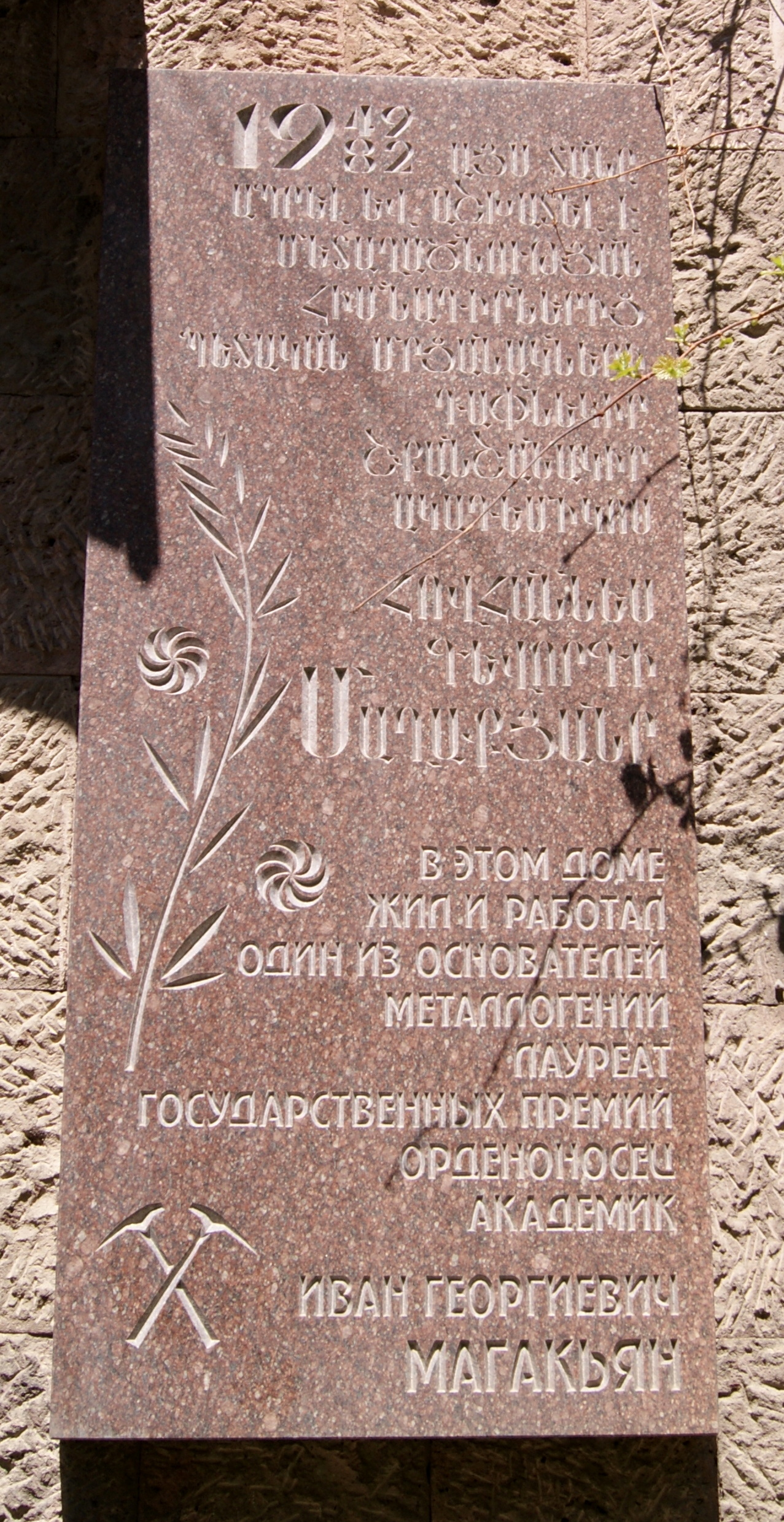

## یادداشت
1. ↑  Երկրաբանա-հանքաբանական գիտությունների դոկտոր